# La Chapelle-Huon
Chapelle-Huon – miejscowość i gmina we Francji, w regionie Kraj Loary, w departamencie Sarthe.
Według danych na rok 1990 gminę zamieszkiwało 537 osób, a gęstość zaludnienia wynosiła 29 osób/km² (wśród 1504 gmin Kraju Loary Chapelle-Huon plasuje się na 823. miejscu pod względem liczby ludności, natomiast pod względem powierzchni na miejscu 615.).